# Henry Ljungmann
Henry Ljungmann (ur. 3 grudnia 1897 w Christianii, zm. b.d.) – norweski skoczek narciarski uczestniczący w zawodach w latach 20. XX wieku. Jako pierwszy zawodnik z Norwegii zdobył medal na mistrzostwach świata – był to srebrny medal na Mistrzostwach Świata w Narciarstwie Klasycznym 1925 w Johannisbadzie (Jańskich Łaźniach).
W 1925 ustanowił rekord skoczni Kochelbergschanze w Garmisch-Partenkirchen na 59,5 metrów.